# Île Jackson
Ne pas confondre avec l'île Jackson, au Canada
L'île Jackson ou île Frederick Jackson, en russe Остров Джексона, Ostrov Dzheksona, est une île de Russie située en mer de Barents et faisant partie de la terre François-Joseph.

## Géographie

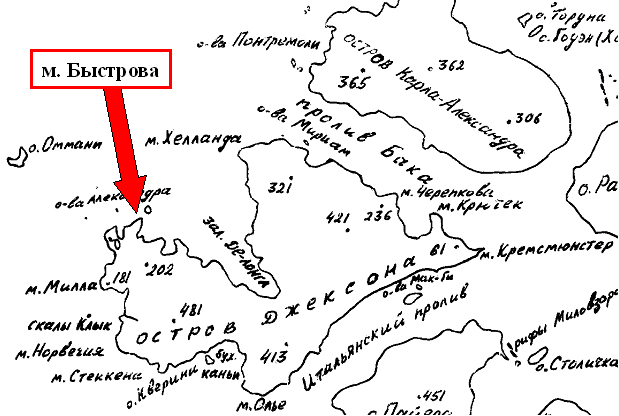
Carte en russe de l'île Jackson ; la flèche désigne le cap Bystrova

Située dans le sous-groupe de la Terre de Zichy, d'une longueur de quarante kilomètres sur trente kilomètres de largeur, sa rive nord-ouest est bordée par la baie de De Long, nommée en l'honneur de l'explorateur arctique George Washington De Long, qui sépare l'île en deux péninsules. Elle est entièrement glacée. Son extrémité méridionale est le cap Bystrova, baptisé ainsi en 1963 en hommage au paléontologue Alexey Bystrow.

## Histoire
L'île Jackson est nommée par Fridtjof Nansen en l'honneur de l'explorateur arctique Frederick Jackson qui visita, découvrit et nomma plusieurs îles de l'archipel entre 1894 et 1897.
Fridtjof Nansen et Hjalmar Johansen hivernèrent au cap Norvège à l'extrémité sud de l'île après avoir échoué à atteindre le pôle Nord au cours de l'expédition de 1895-1896. On peut encore y voir des vestiges de leur hivernage.

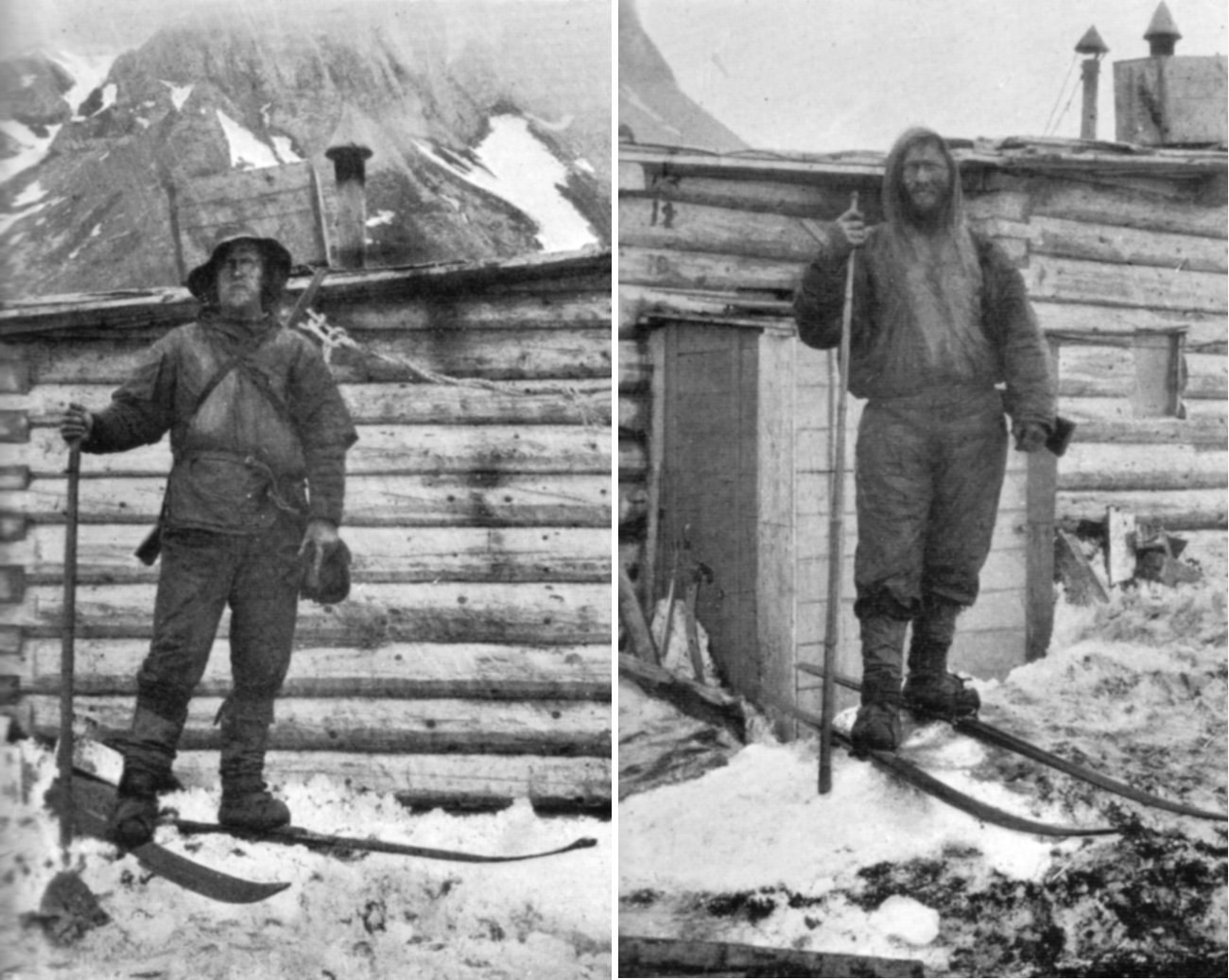
Fridtjof Nansen (à gauche) et Hjalmar Johansen (à droite) devant la cabane de l'Expédition Jackson-Harmsworth.

## Cartographie

Carte de la Terre de Zichy dans l'archipel François-Joseph avec l'île Jackson au centre.